# Plasticité (biologie)
Pour les articles homonymes, voir Plasticité (homonymie).
En biologie, la plasticité est une notion correspondant à l'amplitude de variation associable à un trait concernant un individu ou une population dans un contexte voire une multitude de contextes. Moins il y a de variation associable à un trait, plus il sera qualifié de déterminant ; la réciproque étant que plus il y a de variation associable à un trait, plus il sera qualifiable voire qualifié de plastique. 
Il n'y a pas de véritable circonscription de ce qu'est la plasticité ni des traits qu'elle concerne, sachant que médecins et biologistes en parlent autant pour qualifier un trait donné qu'en tant que trait même (ex : le cerveau est parfois qualifié de plastique mais on parle plus volontiers de la plasticité cérébrale en tant que trait sélectionné de nombreuses fois dans l'histoire évolutive des animaux). On observe de la plasticité dans l'étude du développement, de l'anatomie, de la morphologie, du comportement, etc.
Notion particulièrement complexe, elle ne doit pas être confondue avec la variété propre d'un trait dans une population (ex : dans une population existent différentes pigmentations cutanées : c'est la variété propre du trait "pigmentation de la peau" ; alors que le bronzage est un autre type de variation associable à ce même trait qui dénote une certaine plasticité pigmentaire).

## Propriété complexe
La plasticité en biologie est une propriété complexe car elle désigne de multiples mécanismes, que l'on peut retrouver à différents niveaux d'intégration de la biologie : 
- à l'échelle de la molécule ou de l'assemblage de molécule, notamment en génétique (génome, transcriptome, protéome, etc.),
- à l'échelle des compartiments cellulaires (noyau, mitochondrie, synapse) et de la cellule elle-même,
- à l'échelle d'un population cellulaire (ex : réseaux neuronaux), d'un tissu ou d'un organe,
- à l'échelle de l'individu (développement, comportement, adaptation, etc.),
- à l'échelle des populations et de leur évolution.
- on pourrait même élargir à l'ensemble du biotope de la planète, qui présente une certaine forme de plasticité.

On retrouve cette propriété à différents niveaux imbriqués et il est impossible d'expliquer la plasticité observée à une échelle de la plasticité de l'échelle inférieure. On peut donc considérer que la plasticité est un phénomène complexe.

## Exemples de plasticité
- Plasticité phénotypique
- Plasticité neuronale
- Plasticité synaptique